# Ékcsonti üreg

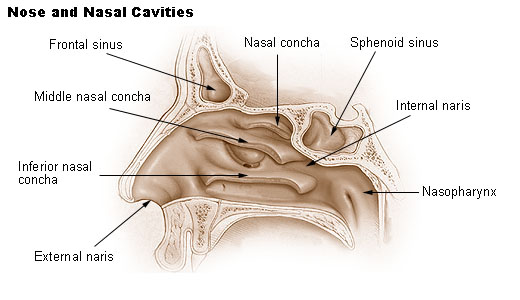

Az ékcsonti üreg vagy iköböl (Sinus sphenoidalis) az ékcsont (Os sphenoidale) testének elülső részét teljesen kitölti. Sagittalis állású csontlemez (Septum sinuum) osztja rendszerint aszimmetrikusan két üregre. Mindkét üreg nyílása aránylag felül van a recessus sphenoethmoidalis hátsó falán (vagyis az ékcsont teste elülső falán).
Átlagos méretei: magasság: 2,2 cm; szélesség: 2 cm; antero-posterior mélység: 2,2 cm.

## Fejlődés
Kis üregek már születéskor jelen vannak, de valódi kialakulásuk pubertás idején történik.